# ستوت‌یسن
سُتوت‌یَسن (اوستایی: 𐬯𐬙𐬀𐬊𐬙𐬀 𐬫𐬈𐬯𐬥𐬌𐬌𐬀 = سْتَئُتَ یِسْنیَه) یکی از بخش‌های اوستای روزگار ساسانی است. اوستای ساسانی دربرگیرندهٔ ۲۱ نَسک (کتاب یا جلد) بوده است که ستوت‌یسن یکی از این ۲۱ نسک و دارای ۳۳ فَرگَرد (فصل) بوده است.
نام ستوت‌یسن دارای دو جزء است: «ستوت» که در پارسی کنونی «سُتود» شده است به معنای ستایش است و «یَسن» که به معنای نیایش می‌باشد.
این نسک کهن‌ترین بخش‌های اوستا همچون گاهان و هفت هات را در بر دارد و به گویش کهن‌اوستایی (گاهانی) است. باید توجه داشت که اوستای ساسانی، دانشنامه‌ای (دائرةالمعارفی) از دانسته‌های آن روزگار بوده و تنها دربرگیرندهٔ نوشتارهای دینی نبوده است. با از میان رفتن اوستای ساسانی و بازگردآوری آن در روزگار سپسین، فصل‌بندی اوستای ساسانی دچار دگرگونی شد و حدود ستوت‌یسن دیگر آشکار نبود اگر چه نام این نسک بارها در اوستا آمده است.
علی‌اکبر جعفری، اوستاشناس ایرانی، توانست اجزای این نسک اوستای ساسانی را روشن کند و آنها را در کنار هم جای دهد. از دید او ستوت‌یسن شامل این بخش‌های کتاب «یَسنا» در اوستای کنونی بوده است (به فصل‌های کتابِ یسنا «هات» گفته می‌شود):
۱. هاتِ ۱۴، بَندِ ۱

۲ و ۳. پارهٔ «فَروَرد» (فْرَوَرتی) در دو بخشِ «فَروَرد» (فْرَوَرتی، گزینش دین = هاتِ خَستویی [اعتراف]) و «آستَئُثوَن» (ستایش دین) (از بندِ ۱۷ هاتِ ۱۱ تا بندِ ۸ هاتِ ۱۳)

۴. بندِ «یَتا اَهو» (هاتِ ۲۷، بندِ ۱۳)

۵. بندِ «اَشِم وُهو» (هاتِ ۲۷، بندِ ۱۴)

۶. بندِ «یِنگهِه هاتام» (هاتِ ۲۷، بندِ ۱۵)

۷ تا ۱۳. گاه یکم گاهان (هات‌های ۲۸-۳۴)

۱۴ تا ۲۰. هفت هات (هات‌های ۳۵-۴۱)

۲۱ تا ۲۴. گاه دوم گاهان (هات‌های ۴۳-۴۶)

۲۵ تا ۲۸. گاه سوم گاهان (هات‌های ۴۷-۵۰)

۲۹. گاه چهارم گاهان (هاتِ ۵۱)

۳۰. گاه پنجم گاهان (هاتِ ۵۳)

۳۱. بندِ «اَئیریِما ایشیو» (هاتِ ۵۴، بندِ ۱)

۳۲. «فْشوشومانتَر» (هاتِ ۵۸) (از افزوده‌های سپسین ستوت‌یسن)

۳۳. «سروش هادُخت» (هاتِ ۵۶) (از افزوده‌های سپسین ستوت‌یسن)
معیار جعفری برای بازشناختن حدود ستوت‌یسن دو چیز است:
1. بخش‌هایی از اوستا که به گویش کهن‌اوستایی اند.
2. بخش‌هایی از اوستا که دارای نام ویژه‌ای می‌باشند و از این نام‌ها در خود متن اوستا یاد شده باشد همچون گاتاها، هفت هات و… (تنها استثنا در این باره بندِ نخستِ هاتِ ۱۴ یسناهاست که نام ویژه‌ای ندارد.)

## دیگر دیدگاه‌ها دربارهٔ حدود ستوت‌یسن
دیگر دیدگاه‌ها دربارهٔ حدود ستوت‌یسن از این قرارند:
1. ادوارد ویلیام وِست: هات‌های ۱۴-۱۸، هات‌های ۲۲-۳۴، هات‌های ۳۵-۴۲، هات‌های ۴۳-۵۱، هات‌های ۵۳-۵۵، هات ۵۸ و هات ۵۹ یسناها
2. جیمز دارمِستِتِر: از هات ۱۴ تا هات ۵۹ یسناها
3. کارل فریدریش گِلدنِر: فصل‌هایی از یسنا که به گویش گاتایی (کهن‌اوستایی) اند ستوت‌یسن می‌باشند.
4. جیوان‌جی جمشیدجی مُدی: تمام یسناهای کنونی ستوت‌یسن اند.
5. کریستیان بارتُلُمه: ۱۷ فصل گاتاها و هفت هات و هات‌های ۱۴، ۱۵، ۵۴، ۵۶ و ۵۸ یسناها
6. ایرج جهانگیر سهراب‌جی تاراپوروالا: همهٔ آن چه بارتُلُمه دانسته است به علاوهٔ نمازهای معروف «یتا اَهو»، «اَشِم وُهو» و «یِنگهه هاتام»
7. سهراب جمشیدجی بولسارا: هات‌های ۱۴، ۱۶، ۱۷، ۲۲، ۲۳، ۲۸-۴۱، ۴۳-۵۵ و ۵۸
8. هیربد کاووس‌جی ایدل‌جی کانگا: گاتاها و هفت هات
9. هیربد بهمن انوشیروان دابر: گاتاها، هفت هات و هات‌های ۵۴ و ۵۵ یسناها
10. مری بویس: ستوت‌یسن اصلی مجموعهٔ گاتاهایی از «یتا اَهو» تا «اَئیریِما ایشیو» بوده است.